# Юніверситі оф Преторія (футбольний клуб)
Футбольний клуб «Юніверситі оф Преторія» або просто «Юніверситі оф Преторія» (англ. University of Pretoria Football Club) — професійний південноафриканський футбольний клуб з міста Преторія.

## Досягнення
- Другий дивізіон національного чемпіонату (зона «Гуатенг»)
  -  Чемпіон (1): 2003/2004

- Другий дивізіон національного чемпіонату (національний плей-оф)
  -  Чемпіон (1): 2004

- Перший дивізіон національного чемпіонату (Прибрежна зона)
  -  Чемпіон (1): 2011/12